# Aeroportul Moorea
Aeroportul Moorea (IATA: MOZ, ICAO: NTTM) este un aeroport din Moorea-Maiao⁠(d), Polinezia Franceză, Franța ce deservește zona Moorea⁠(d). Aeroportul a fost tranzitat în 2022 de 55.050 de pasageri. A fost deschis în 6 octombrie 1967 și numit după zona deservită.
Situat la o altitudine de 3 m, aeroportul dispune de o singură pistă.